# Chroma
 (juin 2022).
Chroma est une émission web culturelle et humoristique orientée sur le cinéma, diffusée sur le site Dailymotion depuis le 11 janvier 2016. Créée par les vidéastes Karim Debbache, Gilles Stella et Jérémy Morvan, il s'agit de la suite spirituelle de Crossed, leur précédente émission produite pour le site Jeuxvideo.com. Tout comme Crossed, elle est réalisée et produite pour sa première saison par NESblog, un collectif de vidéastes dont les trois auteurs faisaient partie.

## Production
L'équipe des trois réalisateurs Karim Debbache, Gilles Stella et Jérémy Morvan a d'abord produit l'émission Crossed sur le site web Jeuxvideo.com pendant plus d'une année, totalisant 28 épisodes,.
Le 22 octobre 2015, ils annoncent leur retour avec une chronique parlant de cinéma, d'où le nom Chroma, contraction des mots chronique et cinéma[source insuffisante]. Pour aider leur projet à voir le jour, ils sollicitent le soutien financier de l'hébergeur de vidéos français Dailymotion, ainsi que celui des fans via la plateforme de financement participatif Ulule pour une somme de 20 000 euros. Cette somme est atteinte en 55 minutes, et à la fin de la campagne, le 23 novembre 2015, le projet est financé à 1 030 % avec une somme de 206 006 euros. Les fonds sont utilisés pour écrire alors des épisodes plus ambitieux, ainsi que re-filmer entièrement l'épisode pilote déjà tourné et filmé avant le lancement de la campagne Ulule[source insuffisante].
La saison 1 est diffusée entre janvier 2016 et septembre 2017 sur Dailymotion. En juillet 2021, chaque épisode compte entre 800 000 et 1,3 million de vues.

## Personnages
- Si vous ne connaissez pas le sujet, laissez ce bandeau (vous pouvez alors contacter les auteurs).
- Si vous supprimez le contenu mis en cause (vous pouvez préalablement contacter les auteurs),

argumentez précisément cette suppression dans la page de discussion
(un manque de référence n'est pas un argument ; une recherche réelle de référence doit avoir été effectuée, être formellement documentée).
| Personnage                     | Interprète                             | Description du personnage |
| ------------------------------ | -------------------------------------- | --- |
| Karim Debbache                 | Lui-même                               | Présentateur de Chroma, Karim est un cinéphile qui tente d'apporter des éléments de réponse à la question « Qu'est-ce qu'un film ? » dans son émission. Bien qu'il critique généralement des films qu'il juge mauvais, il aborde plusieurs fois le thème des interprétations alternatives, notamment dans les épisodes 4 et 8, et confronte son point de vue à celui de ses collègues. À cause des Pseudonymes, il ne connait plus certains grands films et réalisateurs, ce qui n'affecte pas Kamel. On peut le différencier de Kamel à son sweat-shirt. Son film préféré en temps normal (ainsi que celui de Kamel) est Les Affranchis, mais il s'est mis à le détester à cause de l'influence des Pseudonymes.                                                                            |
| Kamel Debbiche                 | Karim Debbache                         | Kamel est l'équivalent de Karim d'un univers parallèle, où il présente la même émission avec les équivalents des mêmes collègues. Il n'est pas toujours d'accord avec Karim malgré leurs personnalités quasiment identiques. Contrairement à Karim, Kamel n'est pas affecté par les Pseudonymes. Il présente les épisodes 3 et 10 dans son univers et se retrouve dans l'univers de Karim à partir du 4, qu'il présente avec lui. Il intervient régulièrement dans les épisodes suivants et présente le 9 et le 11 à la place de Karim. La série établit que lui et Karim sont deux personnes différentes, ce qui semble contredire Crossed. |
| Gilles Stella                  | Lui-même                               | Caméraman de l'émission, il adore les dinosaures, la musique et la peinture, bien qu'il ne soit pas très doué dans ce dernier domaine. À cause des Pseudonymes, il ne connaissait plus Jurassic Park contrairement à ses apparitions dans Crossed, et affirmait dans l'épisode 5 que son film de dinosaures favori était Carnosaur, mais le souvenir de Jurassic Park lui revient finalement dans l'épisode 12, prouvant ainsi que les effets des Pseudonymes sont réversibles. |
| Jérémy Morvan                  | Lui-même                               | Ingénieur du son de l'émission et collectionneur de pin's, il est assez excentrique, on le voit dès l'épisode 1 faire du kung-fu en costume de Père Noël. Infecté par un Pseudonyme à la fin de l'épisode 1, il quitte l'émission dans l'épisode 6 et est remplacé par Jérémy Morvain dans les suivants. Morvain découvre son secret dans l'épisode 5, mais arrive à lui échapper avant d'être infecté. Morvan revient à la fin de l'épisode 12 et est tué par Morvain un instant après que Karim lui a offert le dernier pin's manquant à sa collection. |
| Gilles Stello                  | Gilles Stella                          | Équivalent de Gilles dans l'univers de Kamel, il apparaît dans les épisodes 3 et 10 et n'accompagne pas Kamel, le Régisseur et Morvain dans l'univers de Karim. On voit dans l'épisode 10 qu'il adore Steven Spielberg, tout comme Stella dans Crossed, et est aussi mélomane que ce dernier. |
| Jérémy Morvain                 | Jérémy Morvan                          | Équivalent de Jérémy dans l'univers de Kamel, il accompagne Kamel et le Régisseur dans l'univers de Karim et remplace Morvan après l'épisode 6, puis le tue à la fin de l'épisode 12. Morvain est aussi excentrique que Morvan, on le voit par exemple manger et dormir simultanément dans l'épisode 12. On voit dans l'épisode 10 que Kamel apprécie ses blagues, alors que Karim est exaspéré par celles de Morvan dans son univers. Comme, dans l'épisode 6, il dit avoir un « BEP vente option petits animaux de compagnie », ce que le Jérémy Morvan de Crossed affirme également dans l'épisode 4 de cette dernière série, on peut en déduire que le Jérémy de Crossed est en réalité Morvain qui a pris l'identité du vrai Morvan après l'avoir tué, ce qui a été confirmé par Karim. |
| Arturo                         | Charles Blengino Daniel Beretta (voix) | Ami de Karim qui semble savoir beaucoup de choses sur les univers parallèles, il est nommé d'après le professeur Maximilien Arturo de la série Sliders : Les Mondes parallèles, à laquelle il est plusieurs fois fait allusion. Il apparait brièvement dans l'épisode 1 dans l'univers de Karim, puis à la fin de l'épisode 3 dans celui de Kamel. C'est apparemment lui qui emmène Kamel, Morvain et le Régisseur dans l'univers de Karim. |
| Le Régisseur Moustachu Farfelu | Gilles Stella                          | Régisseur de l'émission dans l'univers de Kamel, il vient avec ce dernier et Morvain dans l'univers de Karim. Il n'a pas l'air d'avoir d'équivalent dans le monde de Karim, contrairement à Kamel, Stello et Morvain. Il découvre dans l'épisode 5 que Morvain a été enfermé par Morvan, se lance à la poursuite de ce dernier mais est lui aussi infecté par les Pseudonymes. Karim découvre la vérité dans l'épisode 8 en le blessant par accident, mais il s'enfuit. On l'aperçoit à la toute fin de l'épisode 12 dans ce qui semble être un cliffhanger. |
| Les Pseudonymes                | Les Pseudonymes                        | Ces étranges créatures de l'univers de Karim ont infecté Morvan et le Régisseur et ont comme plan de faire disparaître les "bons" films de l'existence (ce qui fait que Karim et Gilles Stella ne s'en souviennent plus) pour les remplacer par des "mauvais" (plagiats, etc.). Leur capacité à prendre possession d'humains est probablement une parodie de L'Invasion des profanateurs, dont la fin est parodiée dans l'épisode 5. On peut reconnaître les humains infectés par leur sang jaune, qui serait constitué d'urine selon Morvan. Ce dernier point est utilisé dans l'épisode 9 pour parodier The Thing. |
| Archimed Kebab                 | Karim Debbache                         | Personnage mentionné dans les épisodes 9, 10 et 11 et qui est décrit comme un « grand homme » par Kamel. Il n'apparaît pas en personne mais a laissé derrière lui des énigmes qui conduiront Kamel à une bobine mystérieuse capable d'annuler les actions des Pseudonymes. Son nom est une anagramme de Karim Debbache. L'épisode 12 révèle qu'il présentait autrefois Chromatographe, sorte d'ancêtre spirituel de Chroma. Il est sous-entendu que les kebabs sont de son invention et portent son nom. |

## Liste des épisodes
Cette section ne s'appuie pas, ou pas assez, sur des sources secondaires ou tertiaires indépendantes du sujet.

Pour l'améliorer, ajoutez-en, ou placez des modèles {{Source secondaire souhaitée}} ou {{Source secondaire nécessaire}} sur les passages mal sourcés. (juin 2022)
La première saison de l'émission devait initialement être composée de 10 épisodes, avant de passer à 12 à la suite du succès de la campagne de financement. Un pilote avait déjà été tourné avant la campagne, mais n'a pas été diffusé, l'équipe ayant préféré le retourner complètement, ce qui donna l'épisode 1. Karim a mentionné que le pilote pourrait être révélé au public après la fin de la première saison, mais il a affirmé plus tard que ça n'aurait aucun intérêt.
Chroma n'est pas seulement une émission culturelle, elle possède un scénario et ses épisodes forment un arc narratif dont les codes correspondent aux thématiques évoquées dans l'émission. Karim et Kamel se rencontrent apparemment pour la première fois dans l'épisode 4, Chroma se déroule donc avant Crossed, ce qui a été confirmé par Karim Debbache.
Certains épisodes ont lieu dans la dimension de Karim et d'autres dans celle de Kamel, et le présentateur n'est donc pas toujours le même. On remarque que certaines couleurs de l'émission (éclairage du plateau, arrière-plan du logo…) changent en fonction du présentateur, et que le logo de l'épisode 4 est bicolore puisque Karim et Kamel le présentent ensemble. Le contenu des épisodes est soigneusement choisi pour en apprendre plus sur le cinéma, mais également sur l'univers interne de Chroma lui-même via les thématiques évoqués pour chaque film : ainsi, l'épisode sur Highlander, le retour évoque le concept de diégèse, et c'est aussi l'épisode où l'on comprend la diégèse même de Chroma (on y découvre que la série se passe avant Crossed). De la même façon, l'épisode 4 évoque le fusil de Tchekhov, un procédé lui-même utilisé de façon récurrente pendant la saison (dans cet épisode, Karim dit ne pas connaître E.T., une référence à la future disparition des films) et l'épisode 5 commence par une introduction similaire à celle du film Zodiac, qui sera évoqué dans l'épisode suivant. La série contient ainsi beaucoup d'indices sur sa propre histoire via des détails ou des thématiques abordées.
Des thèmes sont communs à la plupart des épisodes, comme le fait que le cinéma est un art collectif, les liens intrinsèques entre "bons" et "mauvais" films, ou la symbolique de la couleur au cinéma.

### Saison 1
Le scénario de la saison 1 évoque la "disparition" de films populaires après avoir été successivement copiés, plagiés ou imités. Les films ne sont alors plus compris malgré leurs qualités intrinsèques, et des exercices de style ou narratifs passent pour des incohérences ou des mystères parce qu'ils sont eux-mêmes liés à d'autres techniques et symboles utilisés dans d'autres films par le passé, qui ont eux été oubliés : tous les films sont ainsi liés et inter-dépendants, qu'ils soient "bons" ou "mauvais".
| Épisode | Date de diffusion | Film                       | Thèmes abordés | Conclusion | Notes |
| ------- | ----------------- | -------------------------- | --- | --- | --- |
| 1       | 11 janvier 2016   | Troll 2                    | Les nanars et les "mauvais" films, ainsi que les suites non-officielles. | Pas de conclusion mais une problématique : « C'est quoi, un mauvais/bon film ? C'est quoi, un film ? »                         | Cet épisode installe les bases de l'émission en posant la problématique ci-contre, qui introduit les futures thématiques de la saison et les concepts narratifs de Chroma ainsi que ses personnages (comme par exemple les Pseudonymes). Il contient des signes avant-coureurs de l'intrigue liée aux "dimensions parallèles" des épisodes à venir, notamment via une parodie de Sliders : Les Mondes parallèles. |
| 2       | 9 février 2016    | Rollerball                 | La carrière de John McTiernan, l'affaire Anthony Pellicano et le côté politique des films, notamment l'importance du montage en prenant pour exemple les films de Sergueï Eisenstein. | « Tous les films figuratifs sont politiques à deux niveaux différents. »                                                       | Il s'agit à ce jour du seul cas où un réalisateur évoqué par Crossed ou Chroma a contacté l'équipe après un épisode : John McTiernan a en effet appelé Karim Debbache afin de le remercier pour cet épisode sur son film. |
| 3       | 16 mars 2016      | Highlander, le retour      | L'importance de la couleur et du respect de la diégèse. Définition d'Alan Smithee. | « Un film de fiction a une diégèse. »                                                                                          | L'épisode est présenté par Kamel Debbiche et ne se situe pas dans le même univers que les deux premiers. Il contient un caméo de Daniel Beretta, voix française d'Arnold Schwarzenegger. À la fin de l'épisode, Kamel Debbiche, Jérémy Morvain et le Régisseur Moustachu quittent leur dimension. |
| 4       | 20 avril 2016     | Signes                     | La carrière de M. Night Shyamalan, le regard et les différentes interprétations que peut avoir le spectateur d'un film. Définition du fusil de Tchekhov. | « Les films sont des écrans. Et nous sommes les projecteurs. »                                                                 | Karim et Kamel présentent l'épisode ensemble et aboutissent à des conclusions différentes, chacune basée sur leur interprétation du scénario, des personnages, et de la symbolique du film. |
| 5       | 8 juin 2016       | Paranormal Activity        | Le found footage et pourquoi le cinéma est un art, en définissant la spécificité du médium et l'importance du plan-séquence. | « Un bon film est un film qui utilise avec pertinence les outils spécifiques au médium de l'image animée. »                    | En parallèle de l'épisode classique se déroule une intrigue elle-même en found footage retraçant la rencontre entre Morvain et Morvan, visionnée par le Régisseur Moustachu. |
| 6       | 23 juillet 2016   | Mac et moi                 | Le plagiat, en comparant le film avec E.T., et le placement de produit abusif et ses conséquences sur le film qui en contient (message et sens déformés…). | « Le sens d'un film ne devrait pas être déformé par des considérations pécuniaires. »                                          | Jérémy Morvan quitte l'émission à la fin de l'épisode et est remplacé par Jérémy Morvain. Le personnage de Charles de Crossed fait une apparition, là encore comme censeur. |
| 7       | 14 septembre 2016 | Vidocq                     | Les débuts du cinéma numérique, ses points forts face à l'argentique (en prenant notamment le film Zodiac comme exemple) et l'équilibre entre l'esthétique d'un film et son impact. | « Ce n'est pas parce qu'un film est désagréable à regarder qu'il est raté. »                                                   | L'épisode fait référence à Citizen Kane d'Orson Welles (présent dans l'épisode et doublé par Geoffrey Lopez) qui présente des points communs avec Vidocq : premier film de son réalisateur, personnage-titre qui meurt au début du film, film construit par des flashbacks… C'est aussi une référence à l'intrigue même de Chroma, où des films sont remplacés par leurs plagiats. |
| 8       | 27 octobre 2016   | Piège à Hong Kong          | Le cinéma hongkongais, les carrières de Tsui Hark et Jean-Claude Van Damme, et le rapport entre les goûts du spectateur et sa personnalité. | « Les films qu'on aime nous en disent sur qui on est. »                                                                        | L'épisode montre une panoplie de films se "transformant" en des copies ou plagiats de ces mêmes films (King Kong devient Le Seigneur du monde perdu, Blade Runner devient Le Cinquième Élément, Le Parrain devient Le Grand Pardon, Pacific Rim devient Atlantic Rim). La musique du début d'épisode est Allô allô monsieur l'ordinateur par Dorothée, ralentie 3 fois. |
| 9       | 9 décembre 2016   | Douce nuit, sanglante nuit | Le slasher, ses inspirations comme le giallo, son symbolisme (en prenant tout particulièrement le film Halloween comme exemple) et le problème des imitations. | « Au cinéma, il est très compliqué de faire la différence entre ce qui relève du descriptif et ce qui relève du prescriptif. » | L'épisode est présenté par Kamel à la place de Karim. Il se déroule dans l'univers de Karim, qui intervient plusieurs fois dans l'épisode. Slasher est traduit comme "suriner", ce que Kamel relie à la diégèse de Chroma en exprimant que les films se font suriner, c'est-à-dire qu'ils sont tués et remplacés par des imitations. |
| 10      | 1er février 2017  | Gremlins                   | Joe Dante et sa carrière, les références dans les films et l'impact des différents collaborateurs dans le processus de création et production d'une œuvre cinématographique. | « Le cinéma est un art collectif. »                                                                                            | L'épisode est présenté par Kamel dans son univers et est un flashback raconté par Morvain. Il se déroule avant l'épisode 3, et est le premier de l'équivalent de Chroma dans l'univers de Kamel. Il commence d'ailleurs par une version alternative de l'introduction de l'épisode 1, mais dans un monde où les bons films existent toujours sans être remplacés par des copies (d'où Gremlins au lieu de Troll 2). L'Étrange Personnage Récurrent de Policier de Crossed fait une apparition dans l'introduction pré-flashback, une parodie de western tournée au Colorado provençal de Rustrel. |
| 11      | 19 avril 2017     | Les Affranchis             | Martin Scorsese et sa carrière, la glorification des gangsters au cinéma, la règle des 30 degrés, les éléments communs à tous les films et comment chaque film participe à leur sens. | « Tous les films sont liés. »                                                                                                  | L'épisode est présenté par Kamel dans l'univers de Karim. Les affiches du plateau de l'émission disparaissent au fil de l'épisode à cause des Pseudonymes (les copies finissant par faire disparaître les films originaux de l'imaginaire collectif, mais les films étant liés entre eux, cela en détruit d'autres par causalité), tandis que Kamel et Karim trouvent une bobine qui "détransforme" les films. L'épisode est dédié à la mémoire de Michael Ballhaus. |
| 12      | 15 septembre 2017 | Carnosaur                  | Roger Corman, la production de cinéma de genre à petit budget face aux blockbusters hollywoodiens, l'école de Brighton, l'histoire de l'invention du cinéma et l'impossibilité de lui donner une date de naissance. La conclusion de la saison est que les bons films ne peuvent pas exister sans les mauvais et réciproquement. | « Le cinéma n'est jamais né. »                                                                                                 | Les affiches du plateau de l'émission réapparaissent au fil de l'épisode, indiquant que les "bons" films reprennent vie dans l'univers de Karim car quelqu'un a parlé de cinéma via la bobine. L'épisode commence par une mini-épisode dédié à La Loupe de grand-maman présenté par Archimed Kebab dans sa chronique Chromatographe (un concept similaire à Chroma dans les années 1920), décrivant le court-métrage comme le premier historiquement à utiliser les règles de montage et de changement d'échelle de plan pour raconter une histoire (l'école de Brighton, qui n'est pas nommée explicitement car le terme est postérieur aux années 1920). Méliès y est qualifié de "cinéaste oublié" car ses travaux n'étaient pas encore aussi bien considérés que de nos jours. |

## Panic! X Chroma

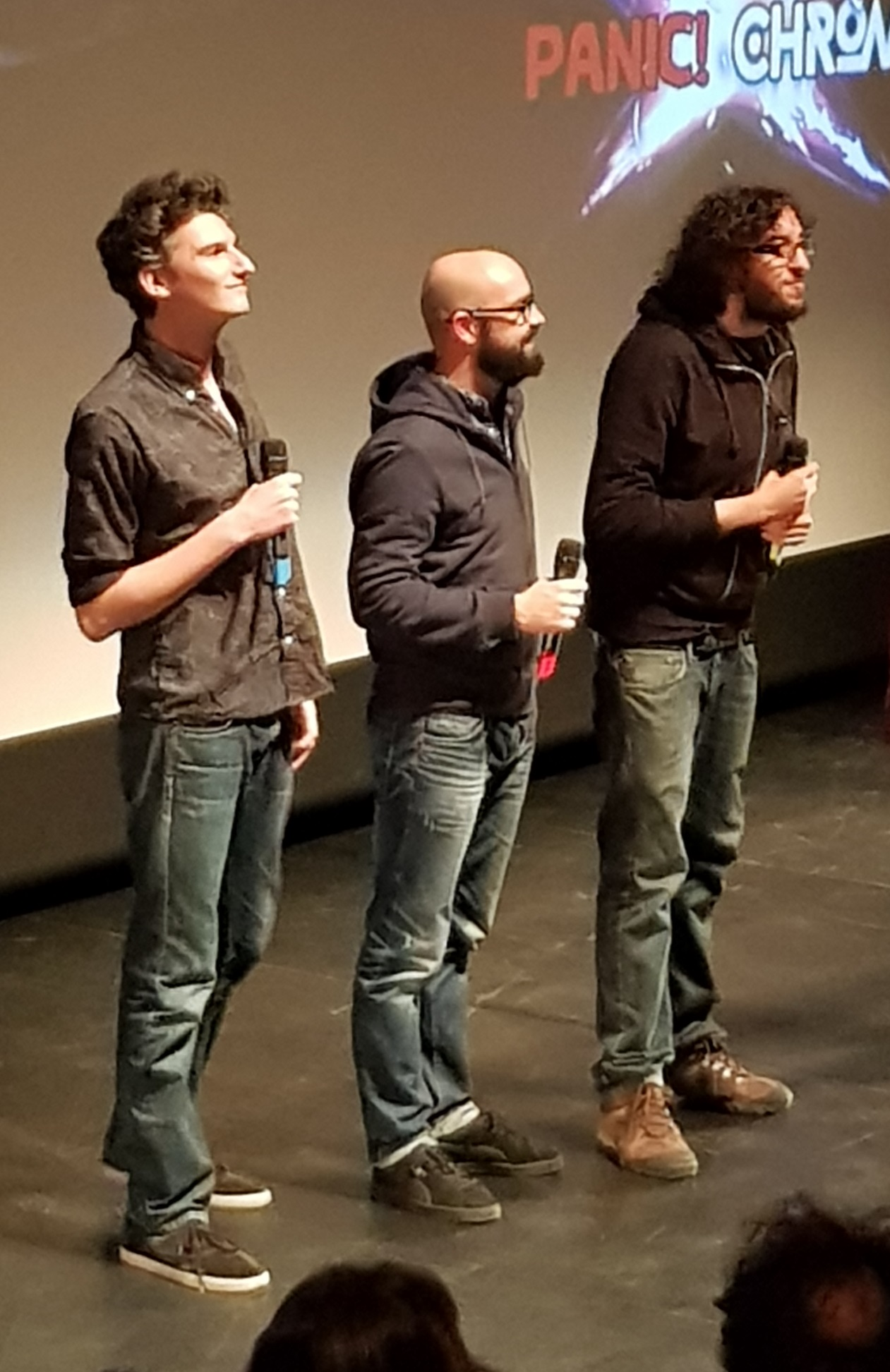
Gilles Stella, Jérémy Morvan et Karim Debbache au Forum des images pour la projection du film Possession.

L'équipe de Chroma présente des séances de cinéma au Forum des images depuis 2016 dans le cadre des séances Panic! X Chroma,,. Chaque été depuis 2017 (hormis en 2020 pour cause de pandémie de Covid-19), la saison est conclue par un festival nommé "La Colo Panic! x Chroma" diffusant environ une vingtaine de films sur 4 ou 5 jours,.
- 2016
  - Troll 2
  - Best Worst Movie
  - Appel d'urgence
  - Piège de cristal
- 2017
  - Maman, j'ai raté l'avion !
  - Présentateur vedette : La Légende de Ron Burgundy
  - Strange Days
  - Save the Green Planet!
  - Phantom of the Paradise
  - Les Griffes du cauchemar
  - Fondu au noir
  - Clerks : Les Employés modèles
  - Baby Driver
  - Combats de maître
  - Possession
  - Brick
  - La Colo[17] : Barking Dog, Behind the Mask : The Rise of Leslie Vernon, Carrie au bal du diable, Le Cercle Rouge, L'Homme qui voulait savoir, Kids Return, Le jour où la Terre s'arrêta (1951), Les Affranchis, Riki-Oh: The Story of Ricky, Roar, Samurai Cop, Sang pour sang, Scott Pilgrim, Shaun of the Dead, The Man from Earth, The Room, Vendredi 13, chapitre VI : Jason le mort-vivant
- 2018
  - C'est arrivé près de chez vous
  - La Garçonnière
  - Best F(r)iends (en)
  - The Room
  - The Thing
  - The Big Lebowski
  - Jurassic Park
  - Garde à vue
  - Boogie Nights
  - Buffet froid
  - La vie est belle
  - La Colo[15] : Trois Amigos !, Adam's Apples, Akira, Arrivederci Amore, Ciao, Assasin(s), Babe, le cochon dans la ville, Carnage (1981), Chungking Express, Dumb & Dumber, Hunt for the Wilderpeople (A la poursuite de Ricky Baker), La Scandaleuse de Berlin, Le Convoyeur, Les Fils de l'homme, Les Yeux sans visage, Man on the Moon, Pique-nique à Hanging Rock, Police Squad, Raiders!: The Story of the Greatest Fan Film Ever Made, Scream, Stand by Me, Under the Silver Lake
- 2019
  - Nid de guêpes
  - Dark City
  - Time and Tide
  - Network : Main basse sur la télévision
  - Fatal Games
  - Donnie Darko
  - La Colo : Achoura, American Movie, Au-delà du réel, Bloodsport, Evil Dead 2, La Classe américaine, Le Jour de la bête, Le Poulpe, Le Salaire de la peur, Paprika, Pour une poignée de dollars, Speed Racer, SuperGrave, The Endless, Trainspotting, Yojimbo
- 2021
  - La Colo : Chantons sous la pluie, Dellamorte Dellamore, Eternal Sunshine of the Spotless Mind, Kids Return, La Monstrueuse Parade (Freaks), Le Dernier Samaritain, Le Géant de Fer, Les Choses de la vie, L'Échine du diable, Mad Max 2 : Le Défi, Archeologist of the Wasteland, Mi$e à prix, Punch Drunk Love, Satoshi Kon, l'illusioniste, Short Cuts, les Américains, Si tu tends l'oreille, South Park, le film, Starship Troopers, Total Recall